# Дакр, Томас, 6-й барон Дакр
Томас Дакр (англ. Thomas Dacre; 27 октября 1387 — 5 января 1458) — английский аристократ, 6-й барон Дакр с 1399 года. Единственный сын Уильяма Дакра, 5-го барона Дакра, и его жены Мэри. После смерти отца унаследовал баронский титул и семейные владения в Камберленде и Линкольншире. Много раз заседал в парламенте в период с 1 декабря 1412 года по 26 мая 1455 года. Был женат на Филиппе Невилл, дочери Ральфа Невилла, 1-го графа Уэстморленда. В этом браке родились:
- Томас[1];
- Ральф (умер в 1461), 1-й и единственный барон Дакр из Гисленда[1];
- Хамфри (умер в 1485), 1-й барон Дакр из Гисленда[1];
- Джоан, жена Томаса Клиффорда, 8-го барона де Клиффорда[4][5];
- Элизабет, жена Томаса Харингтона.

Старший сын, Томас, умер при жизни отца, так что наследницей стала его дочь Джоан, жена Ричарда Файнса.